# Abaetetuba
Abaetetuba är en stad och kommun i norra Brasilien och är belägen i delstaten Pará, några mil söder om dess huvudstad Belém, längs floden Pará. Hela kommunen har cirka 150 000 invånare.

## Administrativ indelning
Kommunen var år 2010 indelad i två distrikt:
- Abaeteuba
- Beja

## Befolkningsutveckling
| Område              | Areal (km²)   | Invånarantal 1 augusti 2000 | Invånarantal 1 augusti 2010 | Invånarantal 1 juli 2014 |
| ------------------- | ------------- | --------------------------- | --------------------------- | ------------------------ |
| Kommun              | 1 610,74      | 119 152                     | 141 100                     | 148 873                  |
| Urban befolkning    | Ingen uppgift | 70 843                      | 82 998                      | Ingen uppgift            |
| ...varav centralort | Ingen uppgift | 69 317                      | 80 804                      | Ingen uppgift            |